# Charlotte Anger
Pour les articles homonymes, voir Anger.
Charlotte Anger (Eythra, 21 novembre 1875 - Leipzig, 10 mars 1957) est une peintre , graphiste et femme relieur allemande.

## Biographie
Charlotte Anger est issue de la famille du marchand de drap et de laine de Leipzig, Kammerrat David Anger.
Elle est née dans le domaine de Neuhof à Eythra. Elle prend ses premiers cours de dessin et de peinture à Leipzig. En 1907, elle s'installe à Berlin chez une tante et prend des cours auprès de Lovis Corinth. Elle se tourne vers la reliure et étudie de 1909 à 1914 à l'Académie des arts graphiques et des métiers du livre de Leipzig auprès de Paul Horst-Schulze. Elle a choisi la reliure comme matière principale, ainsi que le graphisme et le design.

## Collections
- Bibliothèque nationale d'Allemagne